# Моновпрыск
Моновпрыск — устройство, готовящее топливно-воздушную смесь для последующего впуска в цилиндры двигателя. Был разработан как полная замена механическому карбюратору. Устройство представляло собой механизм, находящийся на том же месте, что и карбюратор, но только с одной электромагнитной форсункой, открытие которой регулирует электронный блок управления. Моновпрыск представляет собой первый вариант инжекторной системы подачи топлива.
Для одноточечного впрыска используется один инжектор в корпусе дроссельной заслонки, установленный аналогично карбюратору на впускном коллекторе. Как и в карбюраторной системе впрыска, топливо смешивается с воздухом перед входом во впускной коллектор. Одноточечный впрыск был известен с 1960-х годов, но долгое время считался уступающим карбюраторам, так как требовал установки инжекторного насоса, поэтому и являлся более сложным. Только с появлением в 1980-х годах недорогих цифровых блоков управления двигателем (БЦУ) одноточечный впрыск стал приемлемым вариантом для легковых автомобилей. Обычно использовались системы периодического впрыска с низким давлением (70-100 кПа), что позволяло использовать недорогие электрические топливные насосы.
Одноточечные системы впрыска позволили автопроизводителям легко модернизировать карбюраторные двигатели с помощью простой и недорогой системы впрыска топлива. Однако одноточечный впрыск не позволяет формировать очень точные смеси, необходимые для современных норм токсичности выхлопных газов, и поэтому считается устаревшей технологией в легковых автомобилях.
Моновпрыск перестал устанавливаться на автомобили в странах, принявших требования стандарта Евро-3, так как не совместим с ним.
Варианты отдельных производителей:
- Motronic (1979) — «Bosch»
- M-Jetronic — электронно-управляемая одноточечная система впрыска топлива — «Bosch»
- Mono-Jetronic (1988—1995) — система одноточечного впрыска топлива — «Bosch»
- GM Multec Central — система центрального впрыска топлива — «General Motors»
- MulTec-S (Multiple Technology) — система центрального впрыска топлива — «General Motors»